# Kapelle Zur Mutter der schönen Liebe (Koblenz)

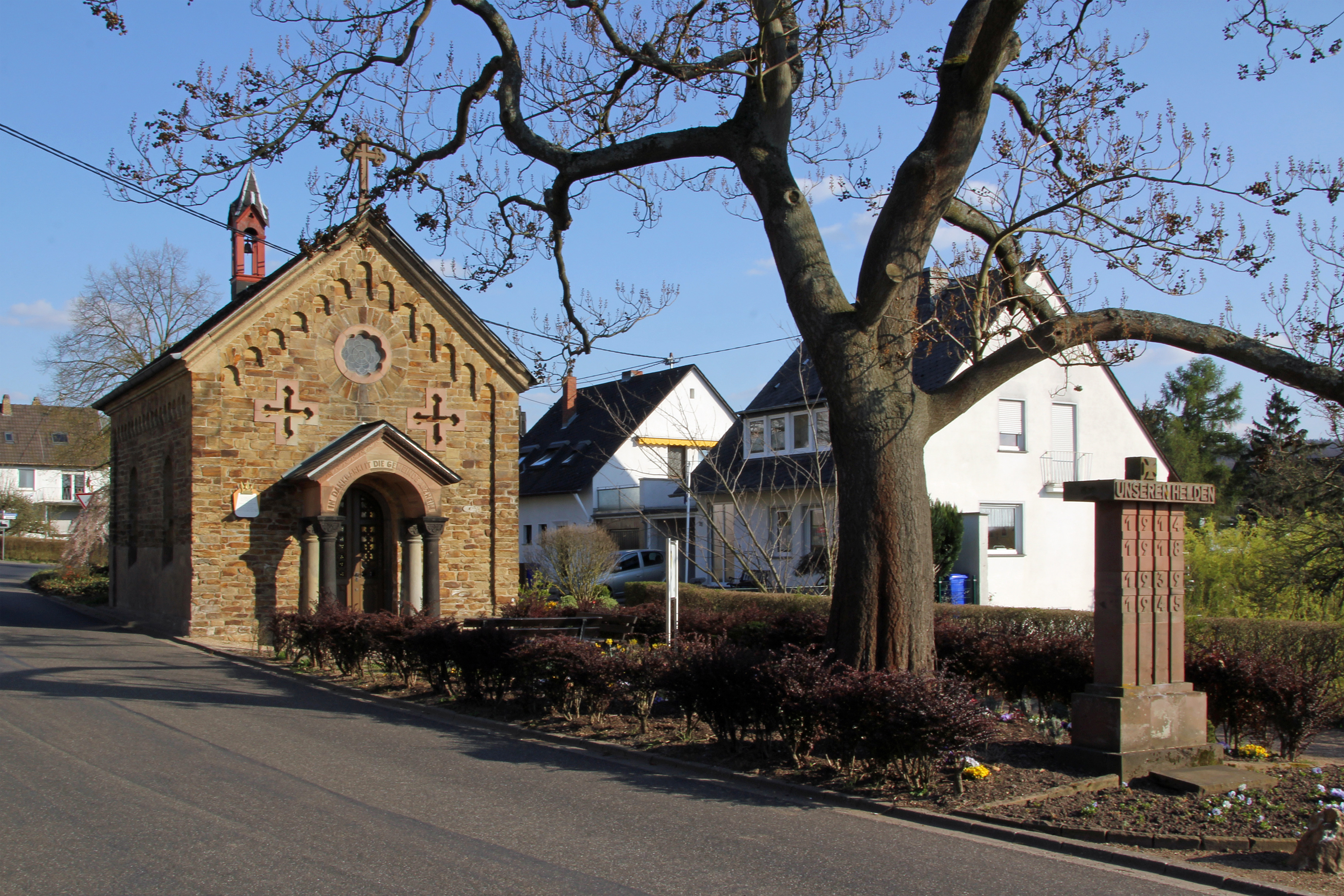
Die Kapelle „Zur Mutter der schönen Liebe“ in Koblenz-Arzheim

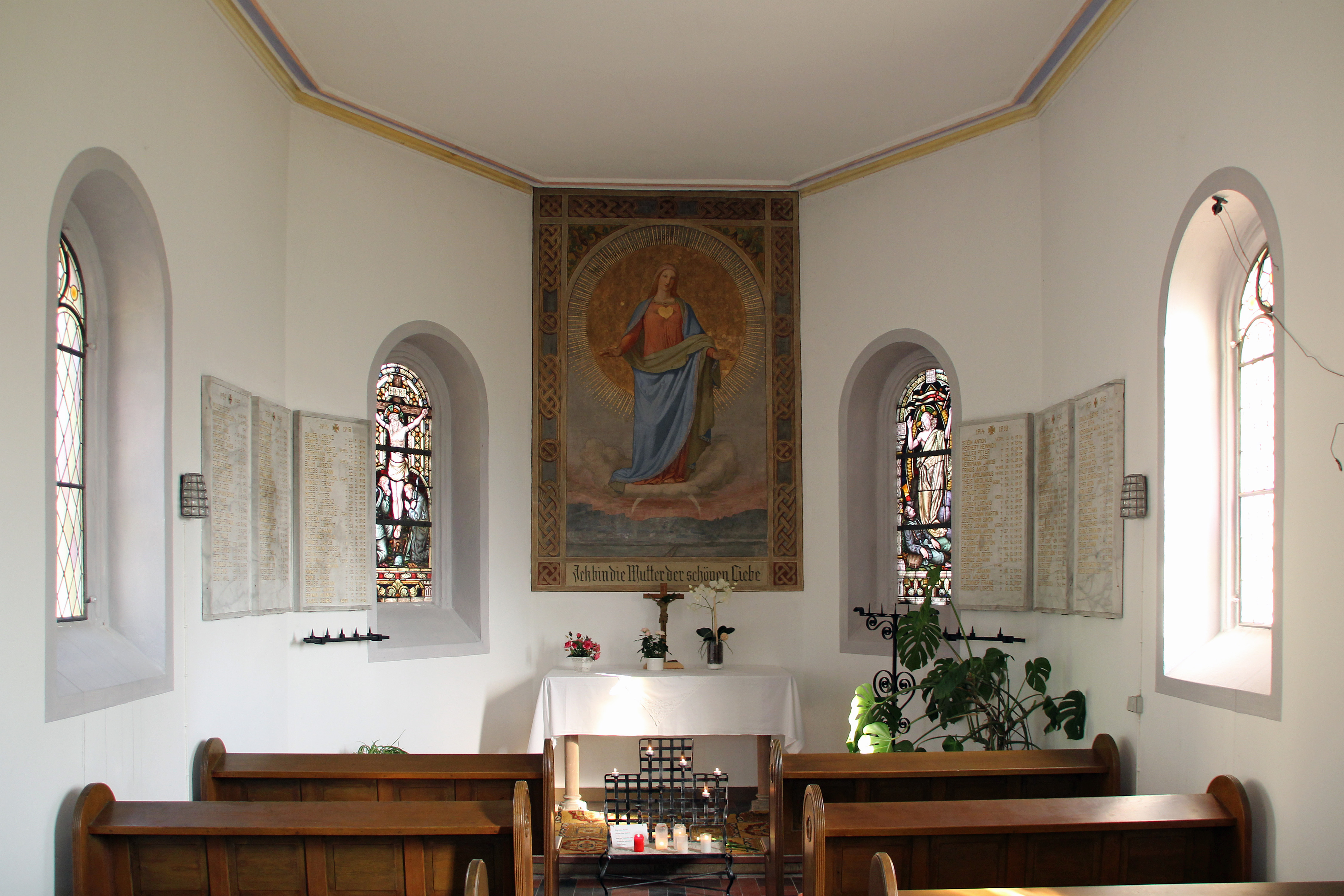
Innenraum mit dem Fresko von Franz Ittenbach

Die Kapelle Zur Mutter der schönen Liebe ist eine katholische Kapelle in Koblenz. Die 1846 eingeweihte Kapelle befindet sich im Stadtteil Arzheim und ist eine Kriegergedächtnisstelle für die Gefallenen der beiden Weltkriege.

## Geschichte
Eine Kapelle wurde erstmals im Jahr 1547 in Arzheim erwähnt. Die Errichtung geht auf eine Sage zurück, nach der eine Mutter die Kapelle hat erbauen lassen, nachdem sie und ihr Kind ein fürchterliches Unwetter im Arzheimer Wald überlebten. Bei der Belagerung der Festung Ehrenbreitstein durch die Franzosen wurde diese 1796 zerstört.
Die heutige Kapelle Zur Mutter der schönen Liebe wurde 1844–1846 von dem Arzheimer Pfarrer Nikolaus Weller erbaut. Die Einweihung fand am 26. Juli 1846 statt. Nach dem Ersten Weltkrieg wurde die Kapelle auch Kriegergedächtniskapelle. Die letzte Renovierung fand 2006 statt.

## Bau und Ausstattung
Die Kapelle Zur Mutter der schönen Liebe ist ein kleiner Saalbau aus Sichtbruchstein mit 3/8-Chor und kleinem hölzernen Dachreiter. Die Außenwand ist mit Kantenlisenen gegliedert, die einen umlaufenden Bogenfries auf Kugelkonsolen tragen.  Die Fenster und die Eingangstür sind rundbogig abgeschlossen. Der Zugang besitzt einen Vorbau mit eigenem Satteldach, der auf vier Säulen mit Würfelkapitellen ruht.
Das Innere schmückt ein Fresko, das der Maler Franz Ittenbach 1847 geschaffen hat, während seiner Arbeit an der Apollinariskirche in Remagen. Es trägt die Bildunterschrift „Ich bin die Mutter der schönen Liebe“ und zeigt ein Bildnis der Muttergottes in Form eines Apokalyptischen Weibes, die über einer Ansicht von Ehrenbreitstein schwebt. Das Bildmotiv und der Name der Kapelle sind relativ selten zu finden und bezieht sich auf das Buch Jesus Sirach. Ittenbach malte das Motiv in mehreren Fassungen, wobei die Arzheimer die älteste ist.
Im Chor hängen auf beiden Seiten Namenstafeln mit Gefallenen des Ersten Weltkriegs. Dazu wurden auch in die Chorfenster Glasmalereien mit betenden Soldaten unterm Kreuz und Aufnahme eines Gefallenen durch Christus eingefügt. Über dem Eingang wurde der Schriftzug „In Dankbarkeit die Gemeinde Arzheim“ eingemeißelt. Nach dem Zweiten Weltkrieg kamen weitere vier Namenstafeln hinzu.

## Denkmalschutz
Die Kapelle Zur Mutter der schönen Liebe ist ein geschütztes Kulturdenkmal nach dem Denkmalschutzgesetz (DSchG) und in der Denkmalliste des Landes Rheinland-Pfalz eingetragen. Sie liegt in Koblenz-Arzheim in der Kreisstraße/Unterdorfstraße.
Seit 2002 ist die Kapelle Zur Mutter der schönen Liebe Teil des UNESCO-Welterbes Oberes Mittelrheintal.